# Antoni Feliks Mikulski

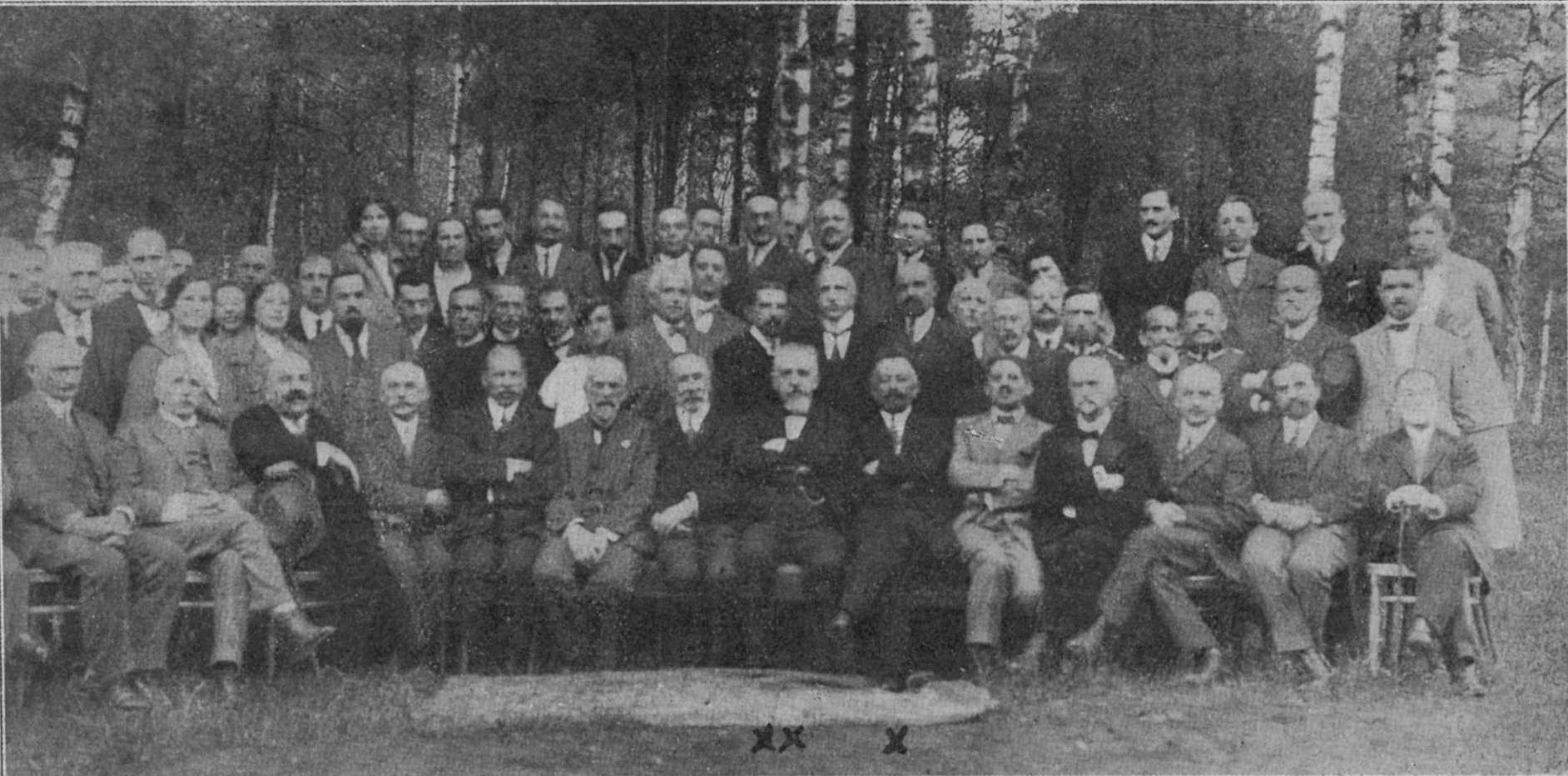
Pożegnanie dyrektora szpitala Kochanówka Antoniego Mikulskiego po jego powołaniu na katedrę psychiatrii w Wilnie (1923). Obecni członkowie Łódzkiego Towarzystwa Lekarskiego; w centrum Antoni Mikulski (x) i prezes Towarzystwa Seweryn Sterling (xx)

Antoni Feliks Mikulski (ur. 26 stycznia 1872 w Stawiszczach, zm. 14 kwietnia 1925 w Wilnie) – polski lekarz psychiatra, profesor zwyczajny psychiatrii Uniwersytetu Wileńskiego, autor podręcznika psychologii.

## Życiorys
Urodził się w Stawiszczach w guberni kijowskiej jako syn Zofii z domu Muraszko (ur. 1841- zm. po 1880) i Karola Mikulskiego (ur. 1837 -zm. 1911), lekarza, działacza społecznego i oświatowego oraz właściciela apteki. Miał pięcioro rodzeństwa: Erazma, Lolę, Zofię, Franciszka, Marię i dwóch braci przyrodnich z drugiego małżeństwa ojca, z Franciszką Janowską z domu Turowicz. Jednym z braci przyrodnich był Ludwik Janowski (1878–1921), historyk kultury.
Uczęszczał do II Państwowego Gimnazjum w Kijowie, ukończył je w 1892 nagrodzony złotym medalem. Następnie podjął studia na wydziale matematycznym Uniwersytetu Kijowskiego, zamierzając poświęcić się astronomii. Po dwóch latach zmienił kierunek studiów na medyczny; studia ukończył w 1899. Po ukończeniu studiów pracował w klinice neurologiczno-psychiatrycznej Iwana Sikorskiego. Od 1902 do 1905 był lekarzem kolonii dla umysłowo chorych w Odynkowie pod Jekaterynosławiem. W 1905 w związku z wybuchem wojny rosyjsko-japońskiej został powołany na front mandżurski jako lekarz wojskowy. W roku 1906/1907 uzupełniał studia w monachijskiej klinice psychiatrycznej u Emila Kraepelina. W Monachium był również uczniem Theodora Lippsa. W 1907 roku został asystentem, a potem ordynatorem w Zakładzie dla Chorych Umysłowych na Kulparkowie. Od 1913 roku dyrektor Szpitala Kochanówka pod Łodzią. W latach 1919–1920 był lekarzem frontowym w randze majora w Wojsku Polskim. W 1923 powołany na katedrę psychiatrii Uniwersytetu Stefana Batorego w Wilnie. Zmarł w 1925 roku, pochowany jest na cmentarzu Na Rossie (kwatera 3). Był członkiem założycielem Polskiego Towarzystwa Psychiatrycznego.
W jego dorobku naukowym znajduje się około 40 prac z dziedziny psychiatrii i psychologii. Określany jest jako prekursor psychologii klinicznej w Polsce. Pośmiertnie wydano jego Podręcznik psychologji, wysoko oceniony przez współczesnych psychiatrów (Mazurkiewicz, Sterling).
Żonaty z pianistką Marią z Grodeckich (1880–1949), mieli córkę i syna. Syn Karol Mikulski (1901–1940) również był lekarzem psychiatrą.

## Wybrane prace
- Описание редкого случая вырождения с учением о дегенерации. Вопросы нервно-психической медицины 1, 1903
- Zaniedbane pole (W sprawie kolonii dla umysłowo chorych w Królestwie). „Ogniwo” 48 i 49, s. 1147, 1170, 1903
- Bractwo poczwórnej wstrzemięźliwości. „Ogniwo” 32 i 33, s. 760, 781, 1904
- Petersburg [Korespondencja dotycząca wystawy psychiatrycznej]. „Ogniwo” 8, 187, 1904
- Существенное условие правильной организации земской психиатрии. Киев: лито-тип. т-ва И.Н. Кушнерев и К°, Киев. отд-ние, 1904
- Polskie utwory psychopatyczne. „Przegląd Filozoficzny” 10 (4), s. 514–515, 1907
- Polska literatura psychopatyczna: przyczynek do psychologii twórczości. Lwów, 1908
- Pamięć a mnemonika. „Nowe Tory” 4, 1909
- Otępienie przedwczesne (dementia praecox) w przypadku akromegalii nietypowej. „Medycyna i Kronika Lekarska” 44 (31, 32), s. 724–726, 755–757, 1909
- „Wyniki badań inteligencyi za pomocą kwestyonariusza i metod Ebbinghausa, Heilbronnera i własnej”. W: Ciągliński A. (red). Prace I-go Zjazdu neurologów, psychiatrów i psychologów polskich odbytego w Warszawie 11–12–13 października 1909 r. Warszawa: E. Wende i sp., 1910 s. 508–510
- Démence précoce. Acromégalie atypique. „Nouvelle iconographie de la Salpêtrière” 24, 324-328, 1911
- Auffassungs- und Merkversuche an Gesunden und Kranken mit besonderer Berücksichtigung des Gefühls der Sicherheit. „Psychologische Arbeiten” 6, s. 451-493, 1912
- Ein Beitrag zur Methodik der Aufmerksamkeitsprufung. „Klinik für psychische und nervöse Krankheiten” 8 (3), s. 215–226, 1913
- Psychologiczne leczenie pijaków. „Wyzwolenie” 8 (1), s. 8–9, 1913
- Przypadek bezładu postępującego i jamistości rdzenia. „Tygodnik Lekarski”, 1913
- Badanie uwagi umysłowo chorych. „Lwowski Tygodnik Lekarski”, 1913
- W walce z alkoholem – od słowa do czynu. „Głos Lekarzy” 23, 1913
- Badania nad tętnieniem mózgu człowieka. „Lwowski Tygodnik Lekarski”, 1914
- O organizacji szpitala dla umysłowo chorych. „Neurologja Polska” 4 (3), s. 259–266, 1914
- Stosunek umysłowo chorych do bezpośrednio postrzeganych wypadków wojennych. „Gazeta Lekarska” 51 (4, 5, 6), s. 88–92, 102–104, 109–114, 1916
- Wpływ alkoholu na uwagę. „Zdrowie” 33 (1), s. 16–26, 1917
- O podziale lekarzy na doktorów medycyny i lekarzy. „Gazeta Lekarska” 52 (28), s. 350–351, 1917
- Mikulski, Herman. Tętnienie mózgu człowieka. „Medycyna i Kronika Lekarska”, 1918
- Leczenie chorych umysłowo nukleinianem sodu. „Gazeta Lekarska” 52 (41), s. 325–328, 1918
- Poczucie rytmu u umysłowo chorych i osób zdrowych. Księga zbiorowa szpitala Kochanówka, 1918
- Metody badania inteligencji w psychjatrji. „Rocznik Wydziału Lekarskiego” 3, s. 74–138, 1919
- Homoseksualizm ze stanowiska medycyny i prawa. Warszawa, 1920
- Niezbędność reform prawodawczych w stosunku do niektórych zboczeń popędu płciowego. „Zagadnienia Rasy” 8, 5, 1920
- Przyczynek do psychologji ruchów masowych. „Nowiny Lekarskie” 33 (6), s. 69–72, 1921
- „Prawodawstwo wobec zaburzeń płciowych” W: Pamiętnik Pierwszego Zjazdu Psychiatrów Polskich. Wyd. Ministerstwo Zdrowia Publicznego, Warszawa 1921 s. 78–79
- Postępy w leczeniu chorych psychicznie (streszczenie). „Rocznik Psychjatryczny” 1, s. 67–69, 1923
- Mikulski, Herman. Die Hirnpulsation des Menschen auf Grand experimenteller Untersuchungen. „Zeitschrift für die gesamte Neurologie und Psychiatrie”. 90 (1), s. 469–520, 1924. DOI: 10.1007/BF02901327.
- Uwagi o zaburzeniach psychicznych przy nagminnych zapaleniach mózgowia i stanach następczych. „Polska Gazeta Lekarska” 3 (1), s. 8–11, 1924
- Zadania psychjatrji w Polsce w dobie bieżącej. „Polska Gazeta Lekarska” 3 (42/43), 613–615, 1924
- Podręcznik psychologji dla użytku studentów medycyny i lekarzy. Wilno: Księgarnia Stowarzyszenia Nauczycielstwa Polskiego, 1925
- Quelques remarques relatives aux troubles psychiques de l'encéphalite épidémique et aux états parkinsoniens. „Encéphale” 20, 272–277, 1925